# Émile Francqui
Émile Francqui (francés: [fʁɑ̃ki]; 25 de junio de 1863 en Bruselas - 1 de noviembre de 1935 en Bruselas) fue un soldado, diplomático, empresario y filántropo belga.

## Carrera
Como huérfano, Émile Francqui fue enviado a una escuela militar cuando tenía solo 15 años. A la edad de 21 años, como muchos oficiales jóvenes, fue enviado al Estado Libre del Congo por el rey Leopoldo II de Bélgica.
En 1896, se convirtió en el cónsul belga en la China imperial y permaneció allí hasta 1902. En China se reunió con el futuro presidente estadounidense Herbert Hoover durante las negociaciones relativas a la concesión de la concesión del ferrocarril Hankow-Canton en China en 1901. Aunque eran competidores, se respetaban mucho y se hicieron amigos.
Francqui regresó a Bélgica en 1902 y comenzó una carrera financiera. Se convirtió en el director general de la Banque d'Outremer, y el director general de la Union Minière du Haut Katanga (UMHK). Diez años después de su regreso a Bélgica, se convirtió en Director de la Société Générale de Belgique, y en 1932 se convirtió en su Gobernador. Durante la Primera Guerra Mundial, fue presidente del Comité Nacional de Seguridad y Alimentación de Bélgica (Comité Nacional de Ayuda y Alimentos, abreviado como CNSA). Durante la Primera Guerra Mundial, Herbert Hoover en los Estados Unidos creó la Comisión de Ayuda en Bélgica (CRB) para apoyar a la CNSA en el extranjero.
Después de la guerra, los recursos restantes del comité se decidieron a utilizar para la reconstrucción de Bélgica. Émile Francqui quería invertir en las universidades como medio para reconstruir el país. En 1920 la Fundación Universitaria fue fundada por Émile Francqui. Además, la Fundación Educativa Belga Americana (BAEF) se fundó para el intercambio de estudiantes entre Bélgica y los Estados Unidos. Émile Francqui participó, junto con Félicien Cattier, en el establecimiento del Fondo Nacional de Investigación Científica (FNRS).
En abril de 1924, Émile Francqui participó en la creación del Plan Dawes para encontrar una solución para el cobro de la deuda de reparación alemana después de la Primera Guerra Mundial.
El futuro rey, Leopold III, solicitó a Francqui que tome medidas para mejorar la salud de la población del Congo Belga, lo que llevó a la fundación en 1931 del Instituto Príncipe Leopold de Medicina Tropical, del cual Francqui fue el primer presidente.
En 1932, Émile Francqui y Herbert Hoover crearon la Fundación Francqui para el apoyo de la investigación básica en Bélgica.

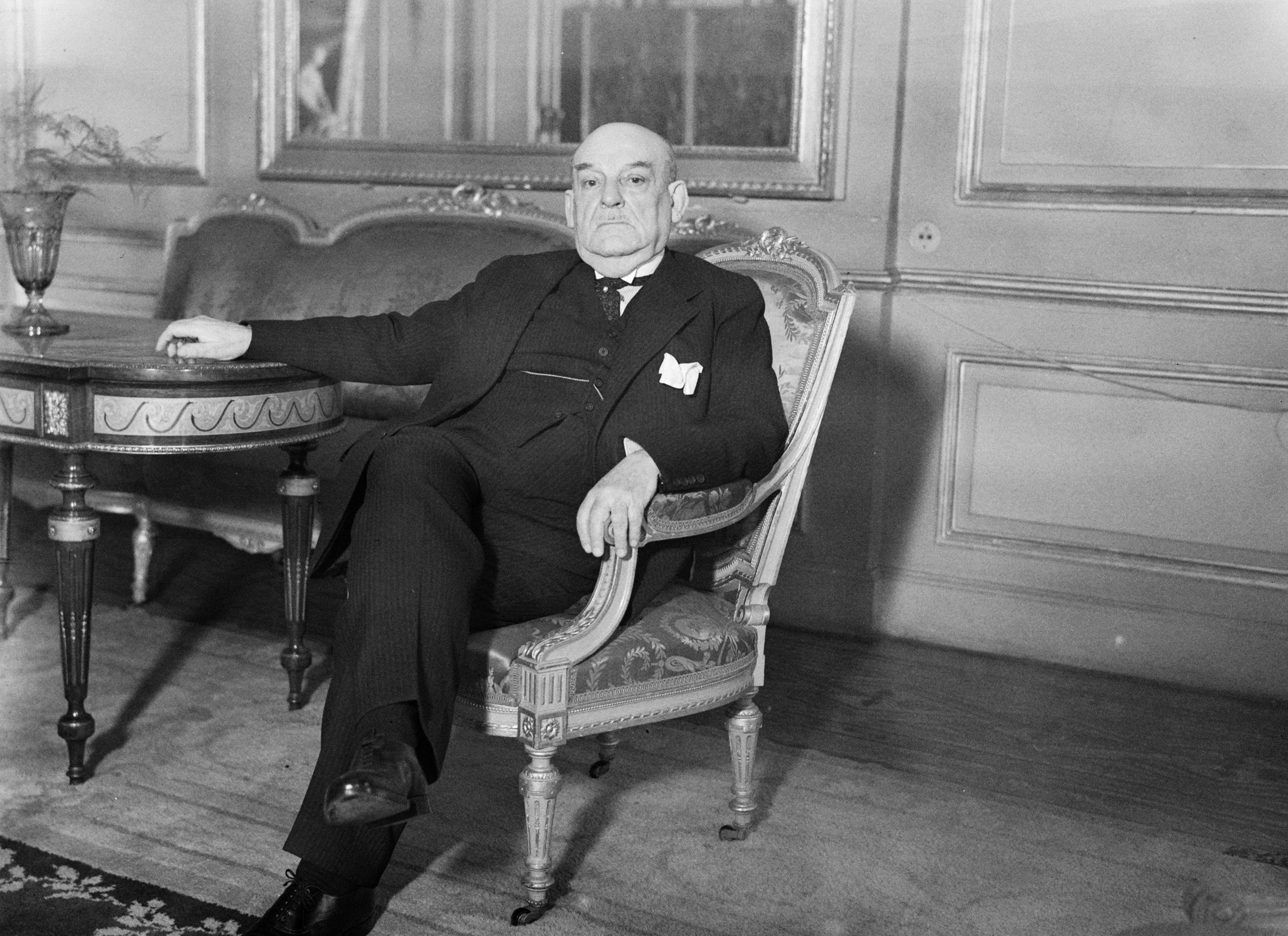
Een Belgische minister, waarschijnlijk Emile Francqui (1963-1935), minister van, Bestanddeelnr 255-8609